# Austin-Healey 3000
L'Austin-Healey 3000 est une voiture de sport construite entre 1959 et 1967 par la société Jensen Motors pour la marque Austin-Healey. Elle est connue des spécialistes sous le surnom de « Big », en référence à son gros moteur de trois litres de cylindrée.
Elle a obtenu de nombreux succès sportifs en rallye à l'époque, particulièrement dans les Alpes et fut pilotée par les plus grands pilotes : Carroll Shelby, Donald Morley, Vic Elford, Pat Moss, Paddy Hopkirk, Timo Mäkinen, Rauno Aaltonen… De nos jours, elle est toujours utilisée en course par les enthousiastes de la marque.

## Les différentes versions

### Mk 1

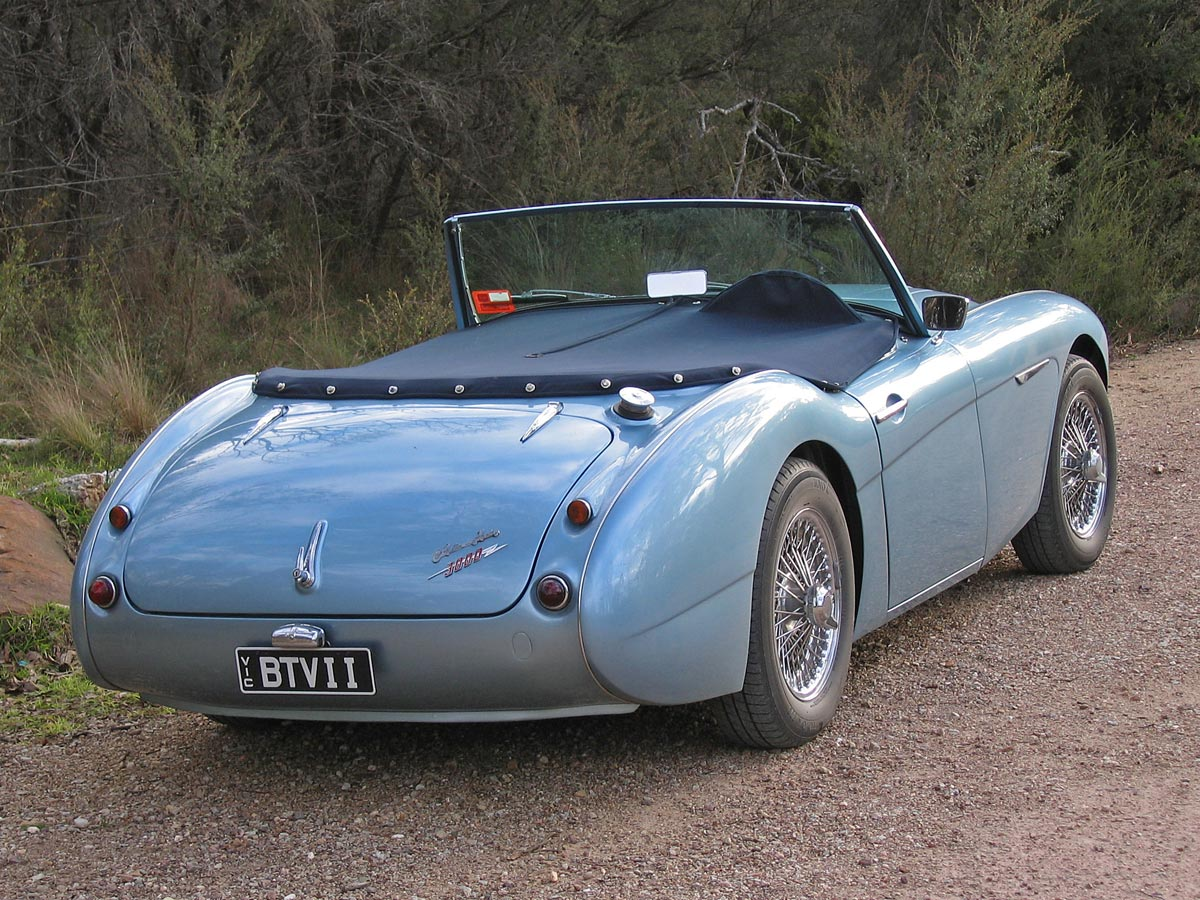
Austin-Healey 3000 Mk I.

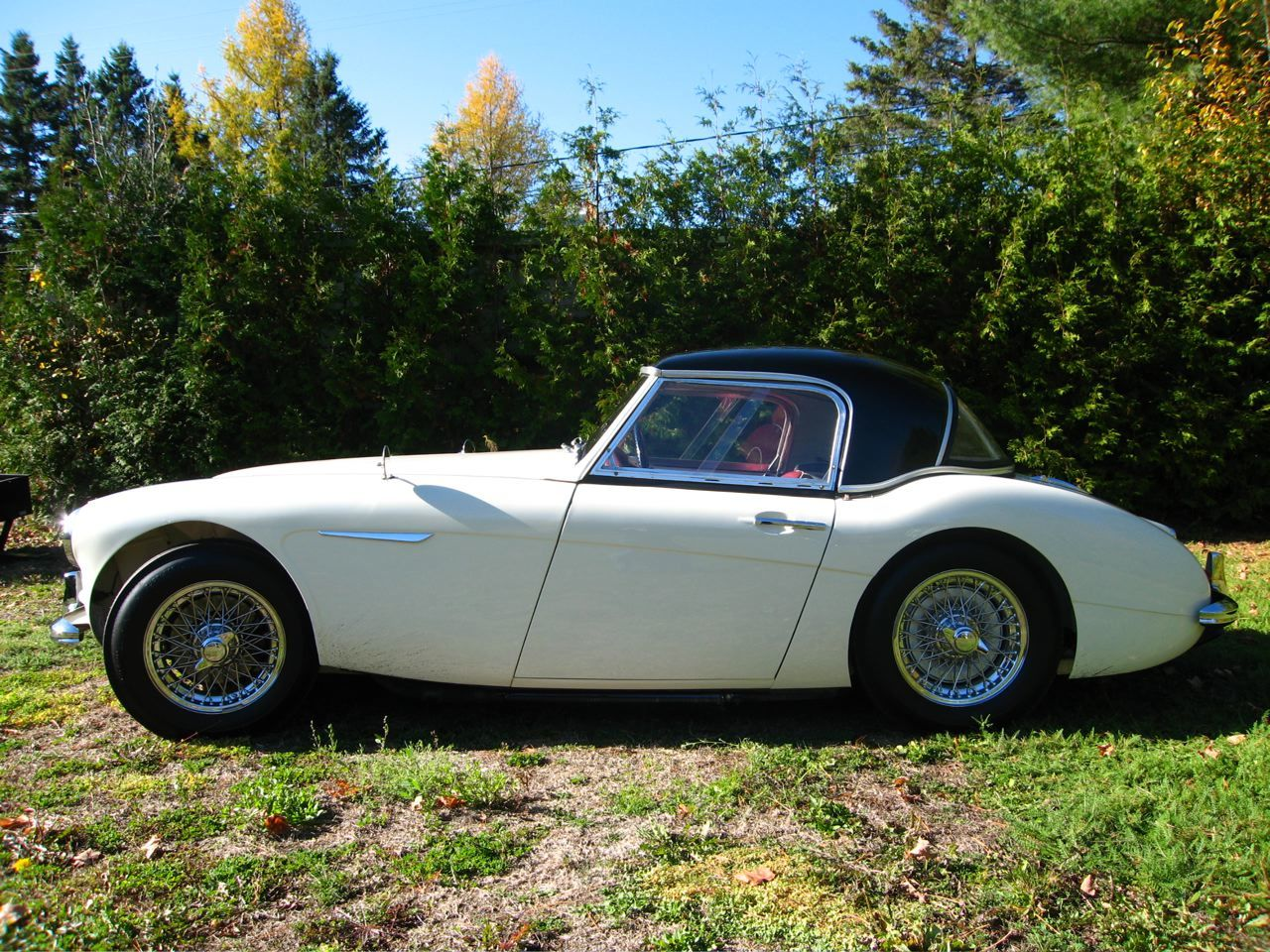
Healey 3000 Mk I avec Hard top.

Elle arrive en 1959 et remplace l'Austin-Healey 100-6 dans la gamme. Si la carrosserie reste identique, l'ancien moteur 6 cylindres de 2,6 litres de cylindrée est remplacé par un moteur de 2 912 cm3 (presque 3 litres) avec deux carburateurs SU et des freins à disque Girling à l'avant. Elle s'appelle à l'époque Austin-Healey 3000 et ne deviendra Mk 1 que lorsque la Mk 2 entrera en série.
Les options disponibles étaient : roues à rayons, boîte de vitesses avec overdrive, hard-top amovible et peinture bi-ton.
Ce modèle initial fut produit de 1959 à 1961 et était désigné BT7 (pour les versions 2+2) ou BN7 (pour les versions 2 places).
13 650 exemplaires ont été construits.
Une BN7 de base coûtait 824 £ HT et une BT7 coutait 5 £ HT de plus

### Mk 2
La version 3000 Mk 2 fut construite entre 1961 et 1963. Par rapport à la Mk 1, elle était équipée de 3 carburateurs SU et se distinguait extérieurement par une nouvelle calandre à barres verticales. Cette version conservait le même code BT7 (4 places) et BN7 (2 places) que sa devancière.
Les 3 carburateurs étaient destinés à développer des versions compétitions encore plus performantes, mais sur la version de série, il lui donnait désormais 132 ch. Malheureusement ils se révélèrent aussi difficile à régler en clientèle et ne restèrent en série que 1 an.
Il fut fabriqué au total 355 BN7 et 5 096 BT7.

#### Mk 2 Convertible
En 1962, la voiture se civilise. Les écrans latéraux en plastique sont remplacés par des vitres latérales, une nouvelle capote facilement manœuvrable par une seule personne remplace l'ancien modèle peu pratique. Le pare-brise devient bombé et le moteur retrouve deux carburateurs tout en conservant 130 ch.
Cette version est appelée BJ7 et n'existe plus désormais qu'en version 2+2. Elle est aussi appelée officieusement Mk 2A par les passionnés de la marque.
Il en fut fabriqué 6 113, soit un total de 11 564 Mk 2 de tous types.

### Mk 3

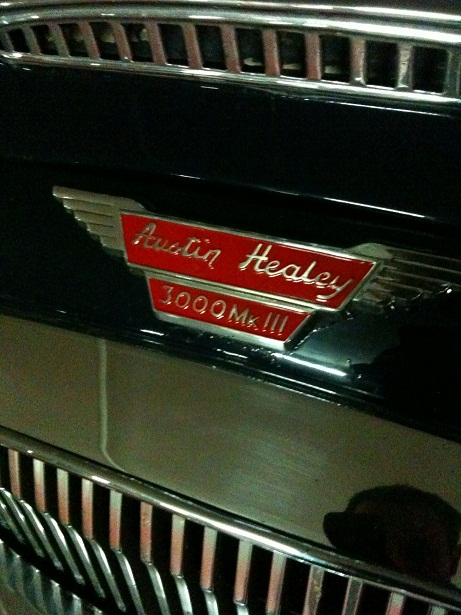
Austin-Healey 3000 Mk III.

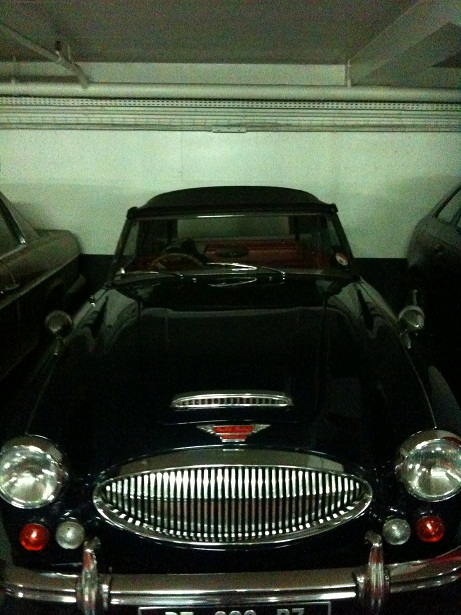
Austin-Healey 3000 Mk III.

3000 Mark III a été lancé en octobre 1963, et est resté en production jusqu'à la fin de 1967, lorsque la production d'Austin Healey a cessé. (Une voiture supplémentaire a été construite en Mars 1968.) Classée BJ8, le nouveau modèle était le plus puissant et luxueux des grands Healey avec un moteur de 148 ch (112 kW). Les améliorations apportées au moteur fournissent un nouvel arbre à cames, des ressorts de soupapes et double carburateurs SU HD8. Un nouveau design du système d'échappement. Servo-freins assistés sont désormais équipés en standard. Seules les versions 2+2 sièges ont été faites. Les sièges en cuir sont ajoutés à la liste des options.

## Succès en rallye
Liège-Rome-Liège (puis Liège-Sofia-Liège): 1960 et 1964; Coupe des Alpes: 1961, et 1962 (Grand Tourisme); Rallye autrichien des Alpes: 1964; Rallye des Tulipes: 1964 (Grand Tourisme); Rallye de Genève: 1965 (Grand Tourisme). 

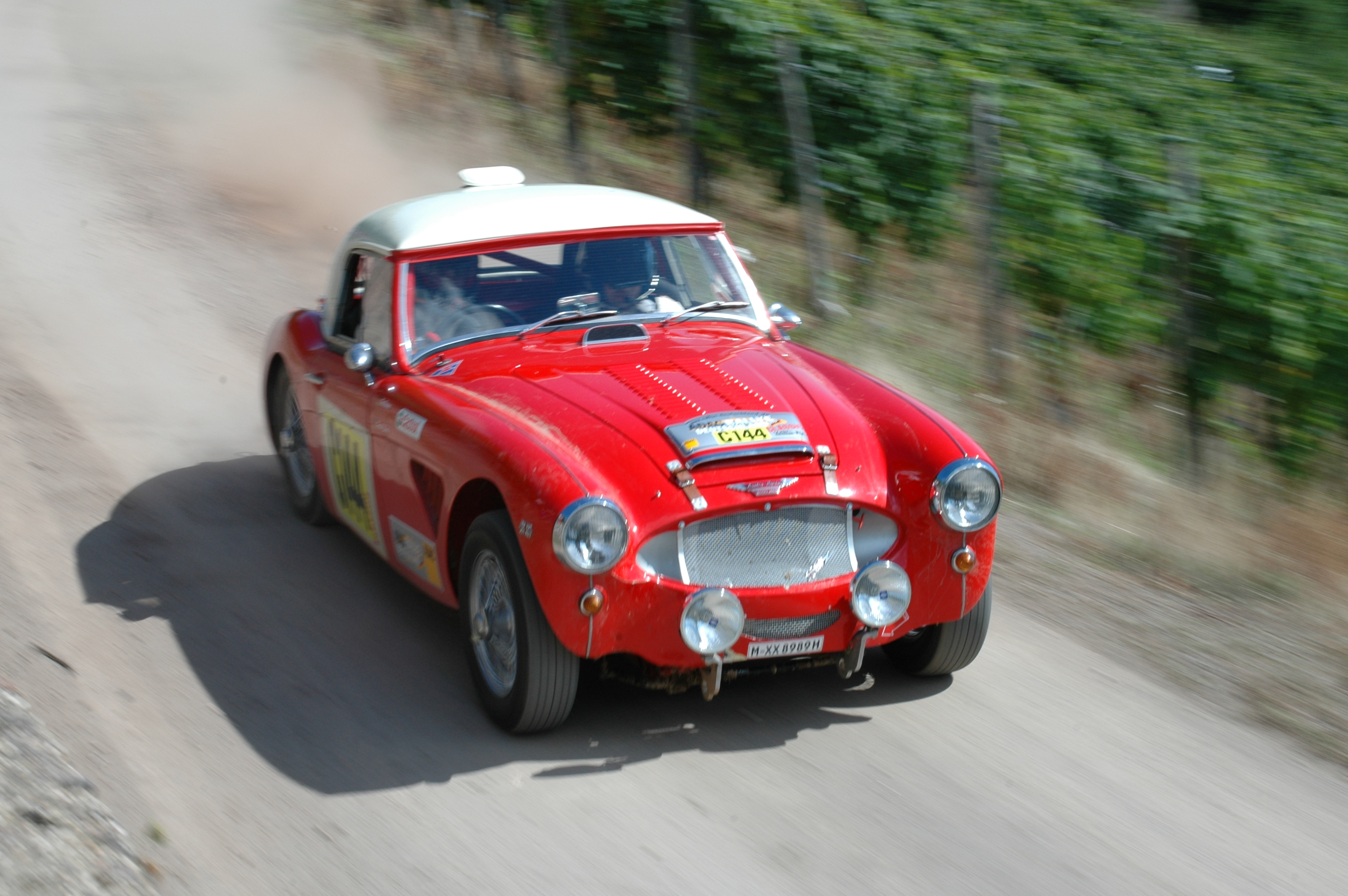
Austin-Healey 3000 Rallye

(courses modernes: Victoires féminines au Rallye Shell 4000 Calgari-Calgari en 1995 et 1997 (sur version 1960))